# یانه‌سر
یانه سر، روستایی از توابع بخش یانه‌سر شهرستان بهشهر در استان مازندران ایران است.
این روستا شرقی ترین نقطه استان مازندران از لحاظ مختصات جغرافیایی و مسکونی بودن است.
آثار تاریخی : خانه شهریاری و امامزاده محمد خوش انگور

## جمعیت
این روستا در دهستان شهدا قرار دارد و براساس سرشماری مرکز آمار ایران در سال ۱۳۸۵، جمعیت آن ۲۰۸ نفر (۷۱خانوار) بوده‌است. مردم یانه سر از قومیت طبری هستند. مردم یانه سر به زبان طبری (مازندرانی) سخن می‌گویند.